# Diósviszló
Diósviszló is een plaats (község) en gemeente in het Hongaarse comitaat Baranya. Diósviszló telt 716 inwoners (2001).